# Sprungtuch

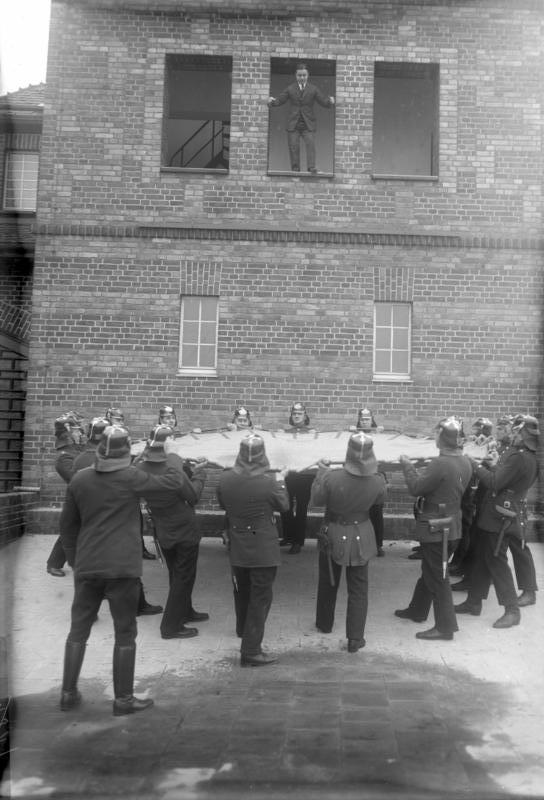
Die Berliner Feuerwehr beim Üben mit einem Sprungtuch am Übungsturm im Jahre 1930

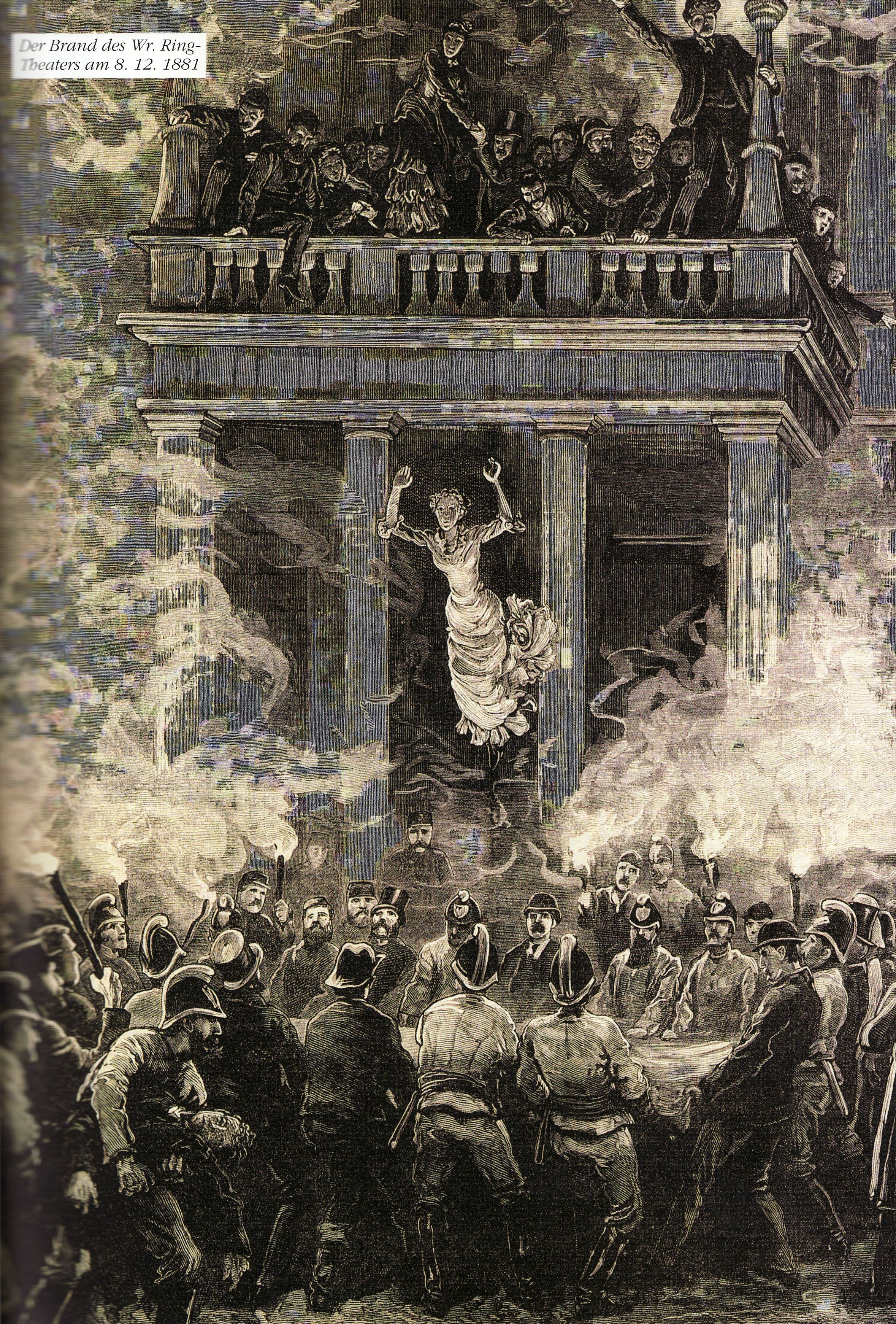
Einsatz eines Sprungtuchs beim Wiener Ringtheaterbrand am 8. Dezember 1881, Illustration von Karl Pippich

Ein Sprungtuch ist ein Sprungrettungsgerät der Feuerwehr. Es kommt im Notfall zum Einsatz, wenn Personen zu springen drohen – der klassische Fall ist hierbei der Sprung aus dem Fenster eines brennenden Hauses – oder aus sonstigen Gründen absturzgefährdet sind. Das bei der Feuerwehr in Deutschland verwendete Sprungtuch ist nach DIN 14151-1:2004-08 und DIN 14151-2:2004-08 genormt. Ein Sprungtuch kommt nur dann zum Einsatz, wenn keine andere Möglichkeit besteht, die betreffende Person aus der Gefahrensituation zu retten, d. h. wenn beispielsweise weder der Einsatz einer Drehleiter oder tragbaren Leitern möglich ist, noch alternative Rettungswege zur Verfügung stehen.
Sprungtücher können ohne und mit Unterstützung verwendet werden, das heißt, entweder nur von Feuerwehrleuten gehalten oder zusätzlich durch ein darunterliegendes Luftpolster unterstützt sein.

## Sprungtuch ohne Unterstützung
Das so genannte „Sprungtuch 8 ohne Unterstützung“ besteht aus stabilem Textilgewebe, meist aus Polyester, früher aus Segeltuch. Auf der Unterseite des Sprungtuches sind zur Verstärkung der Konstruktion Gurte aufgenäht. Es ist achteckig mit ungleich langen Seiten (fast quadratisch), hat eine Größe von 3,5 m × 3,5 m und ist am Rand mit einem dicken Halteseil mit Handgriffschlaufen  versehen. Die Fläche ist bei Bedarf durch ein zweites Halteseil auf 3 m × 3 m zu verkleinern. Das Sprungtuch ohne Unterstützung wiegt rund 18 kg.

### Bedienung
Für den Einsatz des Sprungtuches werden mindestens 16 Feuerwehrangehörige benötigt, die die gesamte Auftreffwucht des Körpers der zu rettenden Person aufzufangen haben. Diese stellen sich in der Nähe der Einsatzstelle im Kreis um das Sprungtuch, falten es auseinander und spannen es mit seitlich neben dem Körper angezogenen Armen (das Seil des Sprungtuches befindet sich dabei in etwa in Höhe des Halses). Der Einsatzleiter bzw. Gruppen- oder Zugführer dirigiert die Feuerwehrleute dann zur vermuteten Sprungstelle der zu rettenden Person. Dabei folgen die dem Einsatzleiter gegenüberstehenden Feuerwehrangehörigen (diese haben Blickkontakt mit ihm) dessen Anweisungen, die restliche Mannschaft folgt diesen Stellungsänderungen. Ist die Absprungstelle erreicht, wird das Sprungtuch gespannt, dabei tritt die Mannschaft mit dem Unterkörper möglichst weit nach vorne unter das Tuch, um das Körpergewicht nach hinten zu verlagern. So wird das Sprungtuch mit angewinkelten Armen dicht an den Körper herangezogen. Springt die Person, kündigt der Einsatzleiter dies der Mannschaft durch einen Befehl an. Die Mannschaft blickt dann nach oben, um die Position des Sprungtuchs ggf. noch korrigieren zu können. Wenn der Befehl des Einsatzleiters erfolgt, wird das Sprungtuch mit aller zur Verfügung stehenden Kraft gespannt, um zu verhindern, dass die zu rettende Person „durchschlägt“.
Sprungtücher ohne Unterstützung werden, wenngleich Fernseh- und Kinofilme anderes vermuten lassen, in der Praxis kaum mehr eingesetzt. Die meisten Feuerwehren sind gar nicht mit einem Sprungtuch ausgerüstet. Der Sprungtucheinsatz birgt eine Menge an Risiken und Schwierigkeiten, weshalb heutzutage im Notfall eher das modernere Sprungpolster oder selten auch ein sogenanntes „Sprungtuch mit Unterstützung“ zum Einsatz kommt.
Die maximale Rettungshöhe beim Sprungtuch ohne Unterstützung beträgt acht Meter.

### Nachteile
Um ein Sprungtuch einsetzen zu können, werden mindestens 16 Feuerwehrangehörige benötigt. Heutzutage steht jedoch in kaum einem Einsatz soviel freies Personal zur Verfügung. Schwierig gestaltet sich auch die richtige Platzierung der Feuerwehrleute mit dem Sprungtuch, da z. B. ein Kommando „Sprungtuch einen Meter nach rechts!“ von 16 im Kreis stehenden Feuerwehrleuten nur schwer richtig befolgt werden kann. Ein Problem kann bei der Handhabe des Sprungtuches auch die unterschiedliche Körpergröße der Feuerwehrleute darstellen. Außerdem besteht die Gefahr, dass die zu rettende Person das Sprungtuch verfehlt, was auch für die beteiligten Einsatzkräfte ein erhebliches Verletzungsrisiko bedeutet. Selbst wenn die springende Person das Sprungtuch trifft, kommt es wegen der Wucht des Körpereinschlags bei den Feuerwehrleuten oft zu Verletzungen im Schulter-Arm-Bereich. Werden die Arme fälschlicherweise vor dem Brustkorb angewinkelt, kann es durch die Wucht des Einsprunges sogar zu Verletzungen in diesem Bereich kommen. Auch die Verletzungsgefahr für die springende Person ist verhältnismäßig hoch.

## Sprungtuch mit Unterstützung
Das „Sprungtuch 8 mit Unterstützung“ besteht aus einer festen, flexiblen Decken- und Bodenplatte aus Kunstfaser. Am Rand sind die beiden Platten mit einem Streifen verbunden, so dass das Gerät einen Hohlkörper bildet. Der Sprungretter hat einen Durchmesser von 3,5 Meter, wobei die Auffangfläche entweder rund, sechs- oder achteckig sein kann. Im Inneren des Gerätes befinden sich senkrechte Zwischenwände, die den Hohlraum in 16 Luftkammern unterteilen. Jede dieser Luftkammern ist an der Bodenplatte mit einem Ventil versehen, durch die Luft schnell in den Hohlraum einströmen kann, wenn das Tuch hochgehoben wird. Gleichzeitig verhindern die Ventile, dass die Luft zu schnell aus den Kammern entweichen kann. Das Gewicht des Sprungtuches mit Unterstützung ist vom Modell abhängig, bei einem sechseckigen Modell kann es beispielsweise 26 kg betragen.

### Bedienung
Das Sprungtuch mit Unterstützung wird von sechs Feuerwehrangehörigen bedient. Hier wird die Auftreffwucht der springenden Person nicht durch die Mannschaft, sondern durch die Luftpolster des Gerätes abgefangen.
Das Sprungtuch mit Unterstützung wird in der Nähe des Absprungortes entfaltet. Die sechs Einsatzkräfte packen das Sprungtuch an den Haltegriffen an der Deckplatte, die Bodenplatte wird mittels der angebrachten Fußlaschen auf dem Boden fixiert. Nun werden die Luftkammern durch gleichmäßiges Anheben der Deckplatte mit Luft aufgepumpt, dies dauert rund 15 Sekunden. Anschließend ist das Gerät einsatzbereit und wird auf Weisung des Einsatzleiters durch die Mannschaft in Stellung gebracht. Dabei folgen die Einsatzkräfte, die mit dem Einsatzleiter in direktem Blickkontakt stehen, dessen Anweisungen, die restliche Mannschaft orientiert sich wiederum an den Stellungswechseln dieser Feuerwehrleute. Ist das Gerät in Position, setzen die Einsatzkräfte das Aufpumpen bis zum tatsächlichen Absprung fort, um zu gewährleisten, dass sich genügend Luft im Gerät befindet. Springt die Person, so kündigt dies der Einsatzleiter mittels eines Befehls an, dabei muss jedoch nicht wie beim Sprungtuch das Gerät gehalten bzw. auseinandergezogen werden, dies ist für die Funktion des Sprungtuch mit Unterstützung unerheblich. Im Regelfall werden die Haltegriffe sogar von den Einsatzkräften losgelassen, um zu vermeiden, dass ihnen die Griffe beim Aufschlag der zu rettenden Person entrissen oder sie selbst in das Gerät geschleudert werden.
Die maximale Rettungshöhe beim Sprungtuch mit Unterstützung beträgt 8 Meter.
Verglichen mit dem Einsatz eines Sprungtuches ohne Unterstützung ist der Einsatz eines Sprungtuches mit Unterstützung sowohl für die Feuerwehrleute als auch für die gerettete Person mit einem erheblich geringeren Verletzungsrisiko verbunden. Mehr Sicherheit bietet nur noch ein Sprungpolster.